# Tapinoma ramulorum
Tapinoma ramulorum är en myrart som beskrevs av Carlo Emery 1896. Tapinoma ramulorum ingår i släktet Tapinoma och familjen myror.

## Underarter
Arten delas in i följande underarter:
- T. r. annelatum
- T. r. inrectum
- T. r. ramulorum
- T. r. satullum
- T. r. toltecum